# قائمة الطرقات الجهوية التونسية
الطرقات الجهوية التونسية هي طرق ثانوية توفر الاتصالات بين اثنين أو أكثر من مناطق الجمهورية، تغطي الطرق الإقليمية مع انخفاض حركة المرور بها. استعمالهم مجاني، وهي مفتوحة لكل أنواع المركبات.

## القائمة
| - ط ج 21 (RR 21 ط ج) : تونس - ط و 9 - ط ج 22 (RR 22 ط ج) : تونس - ط و 1 - ط ج 23 (RR 23 ط ج) : تونس - حلق الوادي - ط ج 24 (RR 24 ط ج) : - ط ج 25 (RR 25 ط ج) : حي التضامن - ط و 8 - ط ج 26 (RR 26 ط ج) : ط و 1 - سليمان - ط ج 27 (RR 27 ط ج) : نابل - تركي - ط ج 28 (RR 28 ط ج) : نابل - مجاز الباب - ط ج 29 (RR 29 ط ج) : - ط ج 30 (RR 30 ط ج) : - ط ج 31 (RR 31 ط ج) : باردو - ط و 8 - ط ج 32 (RR 32 ط ج) : - ط ج 33 (RR 33 ط ج) : - ط ج 34 (RR 34 ط ج) : - ط ج 35 (RR 35 ط ج) : - ط ج 36 (RR 36 ط ج) : - ط ج 37 (RR 37 ط ج) : - ط ج 38 (RR 38 ط ج) : الدندان - بجاوة - ط ج 39 (RR 39 ط ج) : الزهراء - السيجومي - ط ج 40 (RR 40 ط ج) : - ط ج 41 (RR 41 ط ج) : - ط ج 42 (RR 42 ط ج) : - ط ج 43 (RR 43 ط ج) : - ط ج 44 (RR 44 ط ج) : - ط ج 45 (RR 45 ط ج) : - ط ج 46 (RR 46 ط ج) : ط و 4 - ط و 12 - ط ج 47 (RR 47 ط ج) : ط و 4 - ط و 18 - ط ج 48 (RR 48 ط ج) : - ط ج 49 (RR 49 ط ج) : مجاز الباب - العروسة - ط ج 50 (RR 50 ط ج) : مجاز الباب - قلعة الأندلس - ط ج 51 (RR 51 ط ج) : ط و 11 - ط و 7 - ط ج 52 (RR 52 ط ج) : باجة - نفزة - ط ج 53 (RR 53 ط ج) : بوسالم - فرنانة - ط ج 54 (RR 54 ط ج) : ط و 7 - ط و 11 | - ط ج 55 (RR 55 ط ج) : ماطر - برج العامري - ط ج 56 (RR 56 ط ج) : ماطر - ط و 6 - ط ج 57 (RR 57 ط ج) : ط و 11 - ط و 7 - ط ج 58 (RR 58 ط ج) : ط و 7 - سد سجنان - ط ج 59 (RR 59 ط ج) : بوسالم - غار الدماء - ط ج 60 (RR 60 ط ج) : ط ج 75 - ط و 18 - ط ج 61 (RR 61 ط ج) : - ط ج 62 (RR 62 ط ج) : باجة - سد كساب - ط ج 63 (RR 63 ط ج) : - ط ج 64 (RR 64 ط ج) : ط ج 55 - ط ج 52 - ط ج 65 (RR 65 ط ج) : بني مطير - ط و 17 - ط ج 66 (RR 66 ط ج) : سجنان - رأس سيراط - ط ج 67 (RR 67 ط ج) : - ط ج 68 (RR 68 ط ج) : - ط ج 69 (RR 69 ط ج) : - ط ج 70 (RR 70 ط ج) : - ط ج 71 (RR 71 ط ج) : - ط ج 72 (RR 72 ط ج) : - ط ج 73 (RR 73 ط ج) : - ط ج 74 (RR 74 ط ج) : ط ج 60 - ط و 17 - ط ج 75 (RR 75 ط ج) : بوسالم - تبرسق - ط ج 76 (RR 76 ط ج) : - ط ج 77 (RR 77 ط ج) : - ط ج 78 (RR 78 ط ج) : - ط ج 79 (RR 79 ط ج) : - ط ج 80 (RR 80 ط ج) : - ط ج 81 (RR 81 ط ج) : - ط ج 82 (RR 82 ط ج) : - ط ج 83 (RR 83 ط ج) : - ط ج 84 (RR 84 ط ج) : - ط ج 85 (RR 85 ط ج) : - ط ج 86 (RR 86 ط ج) : - ط ج 87 (RR 87 ط ج) : - ط ج 88 (RR 88 ط ج) : | - ط ج 89 (RR 89 ط ج) : - ط ج 90 (RR 90 ط ج) : - ط ج 91 (RR 91 ط ج) : - ط ج 92 (RR 92 ط ج) : - ط ج 93 (RR 93 ط ج) : - ط ج 94 (RR 94 ط ج) : - ط ج 95 (RR 95 ط ج) : - ط ج 96 (RR 96 ط ج) : - ط ج 97 (RR 97 ط ج) : - ط ج 98 (RR 98 ط ج) : - ط ج 99 (RR 99 ط ج) : - ط ج 100 (RR 100 ط ج) : - ط ج 101 (RR 101 ط ج) : - ط ج 102 (RR 102 ط ج) : - ط ج 103 (RR 103 ط ج) : - ط ج 104 (RR 104 ط ج) : - ط ج 105 (RR 105 ط ج) : - ط ج 106 (RR 106 ط ج) : - ط ج 107 (RR 107 ط ج) : - ط ج 108 (RR 108 ط ج) : - ط ج 109 (RR 109 ط ج) : جرجيس - بنقردان - ط ج 110 (RR 110 ط ج) : - ط ج 111 (RR 111 ط ج) : بنقردان - تطاوين - ط ج 112 (RR 112 ط ج) : - ط ج 113 (RR 113 ط ج) : - ط ج 114 (RR 114 ط ج) : - ط ج 115 (RR 115 ط ج) : - ط ج 116 (RR 116 ط ج) : - ط ج 117 (RR 117 ط ج) : جرجيس - حومة السوق - ط ج 118 (RR 118 ط ج) : - ط ج 119 (RR 119 ط ج) : جرجيس - ط و 1 |

## مقالات ذات صلة
- قائمة طرقات تونس
- قائمة الطرقات السيارة في تونس